# You Ruin Me
Your Ruin Me è un singolo del duo musicale australiano The Veronicas, pubblicato il 19 settembre 2014 come primo estratto da terzo album in studio eponimo.

## Descrizione
Scritta dalle due sorelle Origliasso insieme a Anthony Egizii e David Musumeci, che ne hanno anche curato la produzione con lo pseudonimo di DNA Songs, la canzone, ispirata agli ex fidanzati e ai drammi vissuti con la loro ex etichetta discografica, risulta la prima ballata nel repertorio discografico del duo. Il brano è stato registrato presso i Sony Studios di Sydney.
La registrazione è caratterizzata da una strumentazione "minimalista" composta da pianoforte e archi, un arrangiamento che ricorda Someone Like You di Adele.

## Video musicale
Il video musicale, girato tra Sydney e Los Angeles nel settembre 2014 e diretto da Matt Sharp e Tapehead, è stato reso disponibile il 18 settembre 2014. La clip è ispirata al film del 2010 Il cigno nero di Darren Aronofsky.

## Tracce
CD singolo
1. You Ruin Me – 3:53
2. You Ruin Me (Josh Katz Remix) – 3:15

Download digitale
1. You Ruin Me – 3:50

## Successo commerciale
Il brano debutta in cima alla classifica australiana, diventando il secondo singolo del duo a raggiungere la numero 1 in Australia. Entra in classifica anche in Irlanda, Nuova Zelanda e Regno Unito, raggiungendo la top-ten in territorio britannico. Negli Stati Uniti raggiunge la posizione numero 34 della Adult Top 40 stilata da Billboard.

## Classifiche

### Classifiche settimanali
| Classifica (2014) | Posizione massima |
| ----------------- | ----------------- |
| Australia         | 1                 |
| Belgio (Fiandre)  | 93                |
| Irlanda           | 94                |
| Nuova Zelanda     | 16                |
| Regno Unito       | 8                 |

### Classifiche di fine anno
| Classifica (2014) | Posizione |
| ----------------- | --------- |
| Australia         | 22        |